# Олексюк Василь Павлович
Василь Павлович Олексюк (нар. 22 травня 1974, Буча) — український громадський діяч, політик, волонтер, офіцер запасу Збройних сил України. Секретар Бучанської міської ради (2012-2021). Депутат чотирьох скликань Бучанської міської ради. Президент футбольного клубу «Буча». Голова Бучанської міської федерації футболу. Член виконавчого комітету Київської обласної федерації футболу. Засновник громадської організації «Бучанська Варта».

## Життєпис
Народився 22 травня 1974 року в селищі міського типу Буча (Київська область) у сім’ї службовців.
У 1991 році закінчив Бучанську загальноосвітню середню школу №4. Того ж року вступив до Київського інституту Сухопутних військ України, який закінчив у 1996 році за спеціальністю «інженер-електромеханік».
Згодом закінчив Національну академію державного управління при Президентові України, здобувши кваліфікацію магістра державного управління за спеціальністю «парламентаризм та парламентська діяльність» (2012-2015).

### Трудова та військова діяльність
У 1991–1998 роках проходив службу у Збройних силах України, зокрема на офіцерських посадах.
У 1998–1999 роках викладав військову підготовку та фізичної культури у ЗОШ №4 м. Буча.
У 1999–2002 роках обіймав посаду інспектора бюро з контролю за благоустроєм Бучанської селищної ради.
У 2003–2004 роках працював у службі безпеки філії АКІБ «Ukrsibbank».
У 2005–2012 роках очолював юридичну компанію ТОВ «Правник».
У 2012–2021 роках обіймав посаду секретаря Бучанської міської ради. 
У 2021–2025 роках працював у Київській обласній державній адміністрації на посаді заступника начальника управління агропромислового розвитку.
З березня 2025 року — заступник директора у благодійному фонді Андрія Засухи.

### Громадська та політична діяльність
Депутат Бучанської міської ради V, VI, VII та VIII скликань.
Член громадської ради міста Буча. 2014 року заснував громадську організацію «Бучанська Варта». Брав участь у гуманітарних місіях у зонах бойових дій на сході України (АТО/ООС).
У 2019 році балотувався до Верховної Ради України 9-го скликання як самовисуванець по одномандатному виборчому округу №96 (Київська область) на позачергових парламентських виборах, проте не був обраний. У 2020 році брав участь у виборах до Київської обласної ради 8-го скликання від політичної партії «Сила і честь » за списком №16 у виборчому окрузі №6, однак також не здобув депутатського мандата.
З 2023 року — керівник проєкту першого в Україні інклюзивного містечка для осіб з інвалідністю внаслідок війни «Квіт Калини». У 2024 році заснував громадську організацію «Спілка учасників бойових дій та осіб з інвалідністю внаслідок війни "Квіт Калини"», метою якої є соціальна адаптація, підтримка та захист прав ветеранів і постраждалих від збройного конфлікту.

### Спортивна діяльність
З 1999 року — президент футбольного клубу «Буча». Найвищим досягненням футбольного клубу «Буча» за час його президентства стала перемога в аматорському Кубку України у 2011 році.
З 2010 року — голова наглядової ради бучанської загальноосвітньої школи №4.
З 2016 року — голова Бучанської міської федерації футболу.
З 2009 року — член виконавчого комітету Київської обласної федерації футболу.

## Нагороди
За внесок у розбудову Збройних сил України та волонтерську діяльність нагороджений відзнаками Президента України, Міністра оборони України, Голови Служби безпеки України, Голови Державної прикордонної служби України та Начальника Головного управління розвідки Міністерства оборони України. За особисту мужність удостоєний відомчої нагороди Управління державної охорони України — «Державна охорона».

## Особисте життя
Одружений, дружина — Олексюк Олена Борисівна. Має доньку — Олексюк Валерію Василівну.